# 박현 (야구 선수)

박현(1985년 8월 4일 ~ )은 대한민국의 야구 선수이다. 프로야구팀 KIA 타이거즈에서 투수(좌투좌타)로 있다.